# Tejidos cardíacos humanos artificiales
Los tejidos cardíacos humanos artificiales  se producen principalmente a partir de la manipulación experimental de células madre, tales como las células madre embrionarias humanas y, recientemente, de células madre pluripotentes inducidas, que son diferenciadas hacia cardiomiocitos humanos. Se ha incrementado en los últimos años el interés por estos tejidos cardíacos creados por ingeniería tisular debido a su uso potencial en investigación cardiovascular y terapias clínicas. Estos tejidos ofrecen modelos in vitro únicos para el estudio de la fisiología cardíaca humana con ventajas evidentes con respecto al uso de células animales en estudios experimentales. Además, también tienen potencial terapéutico para la regeneración in vivo del miocardio (músculo cardíaco). Estos tejidos artificiales ofrecen un valioso modelo para reproducir el desarrollo normal del tejido cardíaco humano, comprender la evolución y desarrollo de las enfermedades cardiovasculares humanas y podrían llevar a producir terapias basadas en tejidos artificiales para pacientes afectados por enfermedades cardiovasculares. o también hay más tejidos que son vegetales. 

## Creación de tejidos cardíacos humanos artificiales
Las células madre embrionarias y las células madre pluripotentes inducidas son las células principales usadas para la creación de tejidos cardíacos artificiales. Las células madre pluripotentes inducidas se diferencian a cardiomiocitos durante su cultivo en un medio que contiene pequeñas moléculas (citoquinas, factores de crecimiento y transcripción). Para crear tejidos cardíacos artificiales a partir de cardiomiocitos derivados de células madre pluripotentes es necesario el uso de scaffolds o estructuras tridimensionales (3D) para simular el ambiente fisiológico natural del corazón. Estos scaffolds aportan unas condiciones más apropiadas para favorecer la organización y diferenciación de los cardiomiocitos así como también aumentar su viabilidad tras la implantación in vivo.

## Características de los tejidos cardíacos humanos artificiales
A un nivel intracelular, los tejidos cardíacos artificiales muestran varias características estructurales esenciales de los cardiomiocitos, incluyendo sarcómeros organizados, uniones tipo GAP y estructuras del retículo sarcoplasmático. Sin embargo, la distribución y organización de muchas de estas estructuras es característica de tejido cardíaco neonatal en lugar de tejido muscular cardíaco humano adulto. En los tejidos cardíacos artificiales también se expresan genes cardíacos clave (α-MHC, SERCA2a y ACTC1) en niveles similares a los detectados en el corazón adulto. De forma parecida a los tejidos cardíacos de modelos animales, estos tejidos cardíacos artificiales laten espontáneamente y poseen varias respuestas fisiológicas fundamentales del miocardio normal, como las descritas por la Ley de Frank-Starling y la sensibilidad al calcio. Además, muestran respuestas dosis dependiente a ciertas drogas, tales como cambios en los potenciales de acción por bloqueantes de canales iónicos y la modulación de las propiedades contráctiles por agentes inotrópicos y lusitrópicos.

## Aplicaciones experimentales y clínicas
Incluso con las tecnologías actuales, la estructura y función de los tejidos cardíacos artificiales humanos es más similar al miocardio fetal que al miocardio adulto. Sin embargo, importantes avances han conseguido la generación de parches de tejidos cardíacos artificiales para reparación cardíaca en modelos animales y el uso de modelos in vitro para screening de fármacos. Los tejidos cardíacos artificiales humanos también pueden usarse para simular enfermedades cardiovasculares experimentalmente mediante manipulación genética (como la transferencia de genes mediada por adenovirus). En modelos animales de infarto de miocardio, la inyección de tejidos cardíacos humanos artificiales en los corazones de ratas y ratones reduce el tamaño del infarto y mejora la función cardíaca y la contractilidad. Como prueba de concepto, se han implantado tejidos cardíacos artificiales en ratas tras un infarto de miocardio con efectos beneficiosos en la función ventricular izquierda. El uso de tejidos cardíacos artificiales humanos para el desarrollo de válvulas cardíacas artificiales está también siendo explorado para mejorar las actuales válvulas cardíacas en estudios animales. Aunque la tecnología de ingeniería tisular debe avanzar para superar las citadas limitaciones, los tejidos cardíacos artificiales humanos son una vía prometedora para el descubrimiento y screening experimental de fármacos, como modelos de enfermedades y para la reparación o regeneración del corazón humano.